# Isophya obenbergeri
Isophya obenbergeri är en insektsart som beskrevs av Maran 1958. Isophya obenbergeri ingår i släktet Isophya och familjen vårtbitare. Inga underarter finns listade i Catalogue of Life.